# Совєтська сільська рада (Акбулацький район)
Совє́тська сільська рада (рос. Советский сельский совет) — сільське поселення у складі Акбулацького району Оренбурзької області Росії.
Адміністративний центр — село Совєтське.

## Населення
Населення — 467 осіб (2019; 600 в 2010, 966 у 2002).

## Склад
До складу сільської ради входять:
| Населений пункт   | Населення, осіб (2002) | Населення, осіб (2010) |
| ----------------- | ---------------------- | ---------------------- |
| Кокчунак, аул     | 27                     | 13                     |
| Орловка, селище   | 106                    | 17                     |
| Саракамиш, селище | 67                     | 11                     |
| Совєтське, село   | 766                    | 559                    |